# Натанас Жебраускас
Натанас Жебраускас (лит. Natanas Žebrauskas; нар. 18 лютого 2002, Гаргждай) — литовський футболіст, захисник клубу «Банга» (Гаргждай) та національної збірної Литви.

## Клубна кар'єра
Натанас Жебраускас народився 2002 року в місті Гаргждай. Розпочав займатися футболом у юнацькій команді клубіу «Банга» (Гаргждай), пізніше грав у юнацькій команді німецького клубу «Нюрнберг». У 2021 році литовський футболіст перейшов до німецького клубу «Гройтер», в якій грав до 2023 року, проте переважно грав у резервній команді клубу "Гройтер II. У 2023 році Жебраускас перейшов до іншого німецького клубу «Рот Вайс» (Ерфурт). З 2024 року футболіст грає на батьківщині в клубі «Банга». Станом на 24 лютого 2025 року відіграв за клуб з Гаргждая 32 матчі в національному чемпіонаті.

## Виступи за збірні
У 2019 році Натанас Жебраускас дебютував у складі юнацької збірної Литви, загалом на юнацькому рівні взяв участь у 5 іграх. Протягом 2021—2024 років Жебраускас грав у складі молодіжної збірної Литви, на молодіжному рівні зіграв у 9 офіційних матчах.
У 2022 році Натанас Жебраускас дебютував у складі національної збірної Литви. Станом на початок 2025 року зіграв у складі національної збірної 3 матчі, в яких забитими голами не відзначився.